# Melanisme

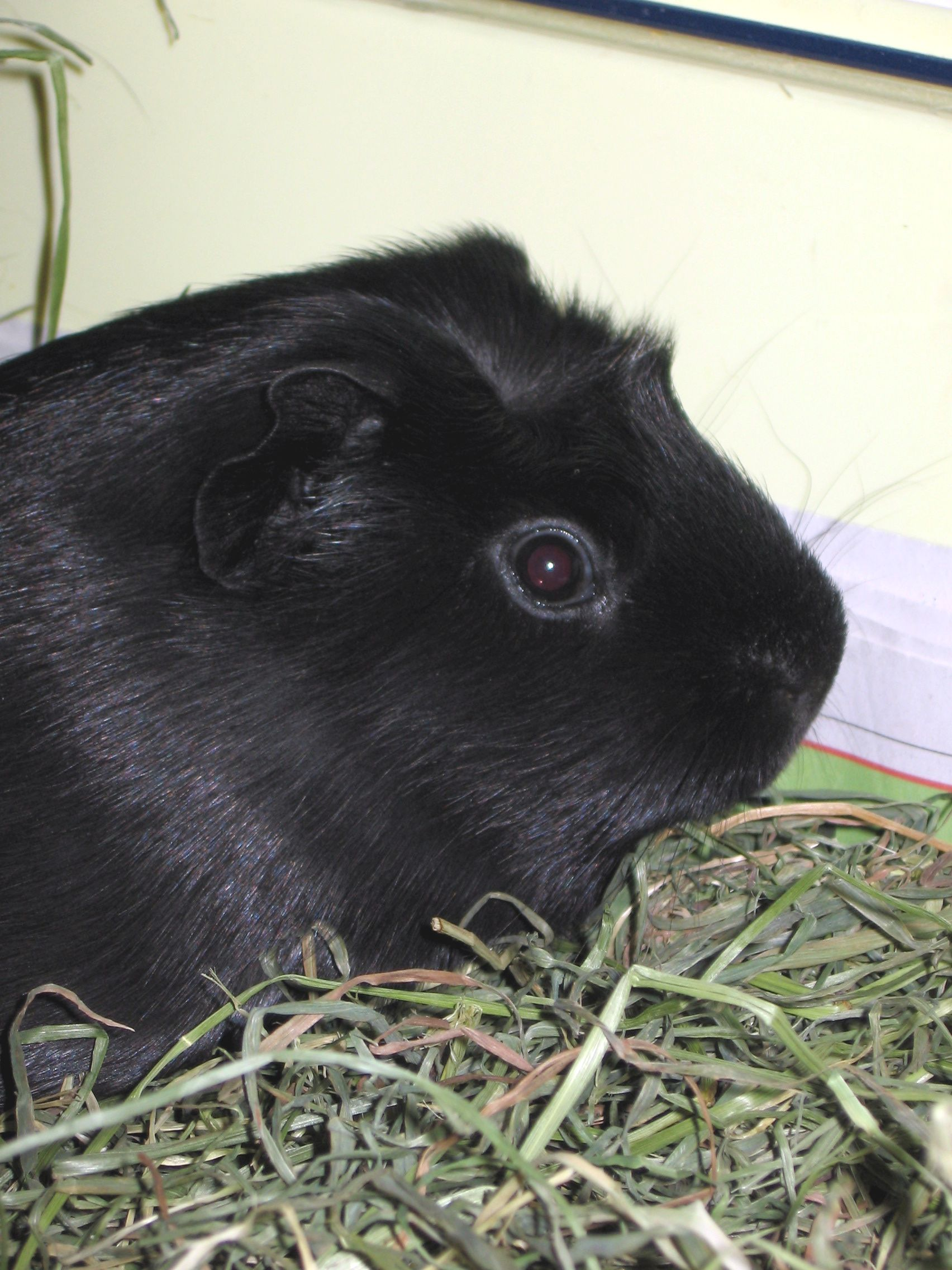
Een melanistische huiscavia is relatief zeldzaam.

Melanisme is het tegenovergestelde van albinisme en betekent dat een enkel individu van een diersoort een overwegend zwarte kleur heeft, terwijl andere individuen een andere, meestal lichtere kleur hebben.
Indien deze zwarte kleur evolutionaire voordelen biedt, en er meerdere exemplaren verschijnen die zich ook voort gaan planten, kan een gehele ondersoort melanistisch worden. Als de ondersoort door het melanisme dusdanig succesvol is dat het andere ondersoorten kan verdringen, kan zelfs een gehele soort melanistisch worden, maar dat is zeldzaam.

## Eerste beschrijving van het verschijnsel
Een bekende en een van de eerste beschrijvingen van dit verschijnsel vond plaats in Engeland. Het bleek dat de peper-en-zoutvlinder (Biston betularia, een nachtvlinder) die in heel Groot-Brittannië voorkwam als een witgekleurde mot, in sommige steden alleen als zwarte versie voorkwam. Het bleek dat deze populaties allemaal leefden in gebieden waar steenkolen werden verwerkt, en de zwarte roetgassen hadden de meeste bomen donkerder gekleurd, waar de motten overdag op schuilen en ze een goede camouflage nodig hebben. Normale witte exemplaren hadden daardoor veel minder kans om te overleven, en de gehele populatie werd melanistisch. Deze bevinding zou later een veel ingezet argument voor de evolutietheorie worden.

## Voorbeelden
Bij reptielen, en met name bij hagedissen komt melanisme regelmatig voor. Hoe donkerder een hagedis is, hoe efficiënter het dier het zonlicht kan opvangen, waardoor het dier sneller warm wordt; een groot voordeel ten opzichte van soortgenoten met een lichte kleur. Als het voedsel schaarser wordt, kan een donkere kleur de doorslag geven als overlevingsvoorwaarde. Het heeft ook nadelen; een zwarte kleur zorgt niet alleen voor een snellere opwarming, maar ook voor een snellere uitstraling van warmte, waardoor het dier juist sneller afkoelt.
Een ander voorbeeld is de zwarte panter. Een zwarte panter is een melanistisch luipaard. Ofschoon deze in Afrika extreem zeldzaam is werd er begin 2019 een gefotografeerd door de Britse fotograaf Will Burrard-Lucas in Kenia. De laatste keer dat een zwarte panter in Afrika was gefotografeerd was in 1909 in Ethiopië. In Azië komen zwarte panters algemener voor.

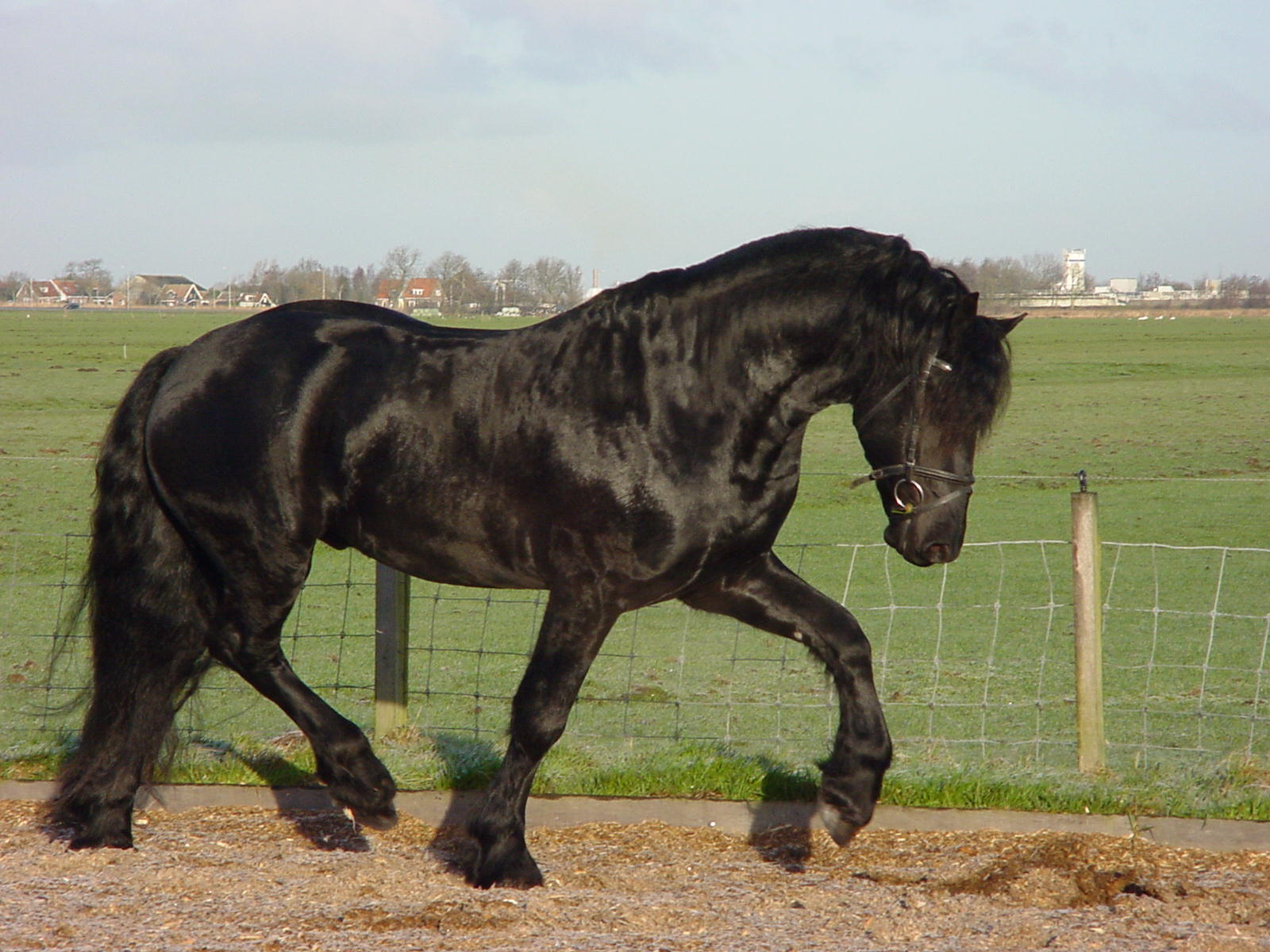
Een Fries paard is zwart van zichzelf, en niet als gevolg van melanisme.